# Saint-Pierre-du-Chemin
Saint-Pierre-du-Chemin é uma comuna francesa na região administrativa da Pays de la Loire, no departamento de Vendéia. Estende-se por uma área de 29,65 km², com 1 404 habitantes, segundo os censos de 1999, com uma densidade de 47 hab/km².